# Oreste Betti

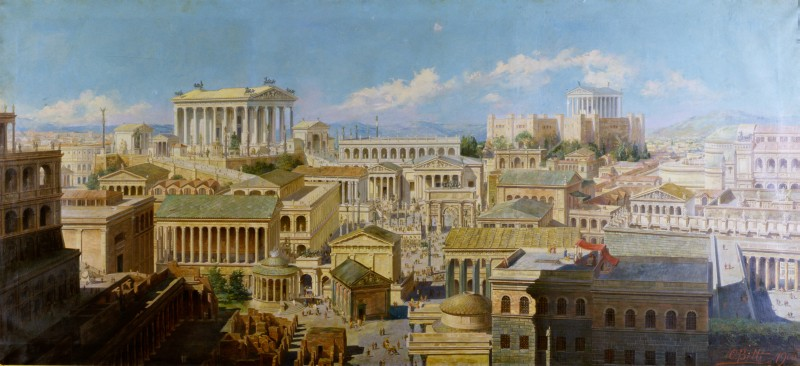
Veduta della Roma imperiale, 1906 (Fondazione Cariplo)

Oreste Betti (fl. XIX-XX secolo) è stato un pittore italiano.